# Isla del Caño
Isla del Caño är en liten ö i Bahia de Coronado i Costa Rica. Den ligger på Costa Ricas Stillahavssida, 9 sjömil (16,5 km) väster om Punta Llorona på Osahalvön. Den stiger kraftigt upp till en plan topp på 123 meters höjd.
Ön är idag nationalpark, med en permanent vaktstation. Den är ett populärt turistmål för sina stränder, korallrev och marina djurliv. Forskare använder för närvarande korallreven för att studera faktorerna kring koralldöd och återkolonisering. Det marina djurlivet omfattar mantor, delfiner, havssköldpaddor, valar och en stor variation av fiskarter. Den begränsade mångfalden av terrest fauna är dock anmärkningsvärd, då ön har mindre än en procent av insektsarterna som finns på fastlandshalvön och en avsaknad av ett antal djur inhemska på det närliggande fastlandet. Bevisen för förkolonial mänsklig aktivitet på ön är betydande, där en del av de mest intressanta artefakterna är några av Costa Ricas stensfärer som bevisligen skapats av tidiga civilisationer.
Sedan 30 januari 2003 är nationalparken tillsammans med Corcovado nationalpark uppsatt på Costa Ricas tentativa världsarvslista.